# Luso (Portugal)
Luso ist ein Kurort und eine Gemeinde (Freguesia) in Portugal und gehört zum Kreis von Mealhada, an der südlichen Spitze des Distriktes Aveiro.

## Geografie
Luso liegt am Fuße der Serra do Buçaco und seinem Naturschutzgebiet Mata Nacional do Buaco. Es ist 7 km von der Kreisstadt Mealhada entfernt und liegt etwa 30 km nördlich von Coimbra.

## Geschichte
Die älteste neuzeitliche Dokumentierung des Ortes stammt von 1064.
Im Jahr 1810 fand hier die Schlacht von Buçaco statt, in der die napoleonische Invasionsarmee unter Gen.Massená  von einem britisch-portugiesischen Heer unter Gen.Wellington geschlagen wurde.
Seit 1834 ist Luso eine eigene Gemeinde (Freguesia).
Ende des 19. Jahrhunderts errichtete König Carlos hier einen Sommerpalast, das heutige Palácio Hotel do Buçaco (auch Hotel Palace Bussaco). Damit begann die moderne Geschichte des Ortes als touristisches Ziel und als Kurort. Er wurde 1937 zur Vila (Kleinstadt-Status) erhoben.

## Kultur und Sehenswürdigkeiten

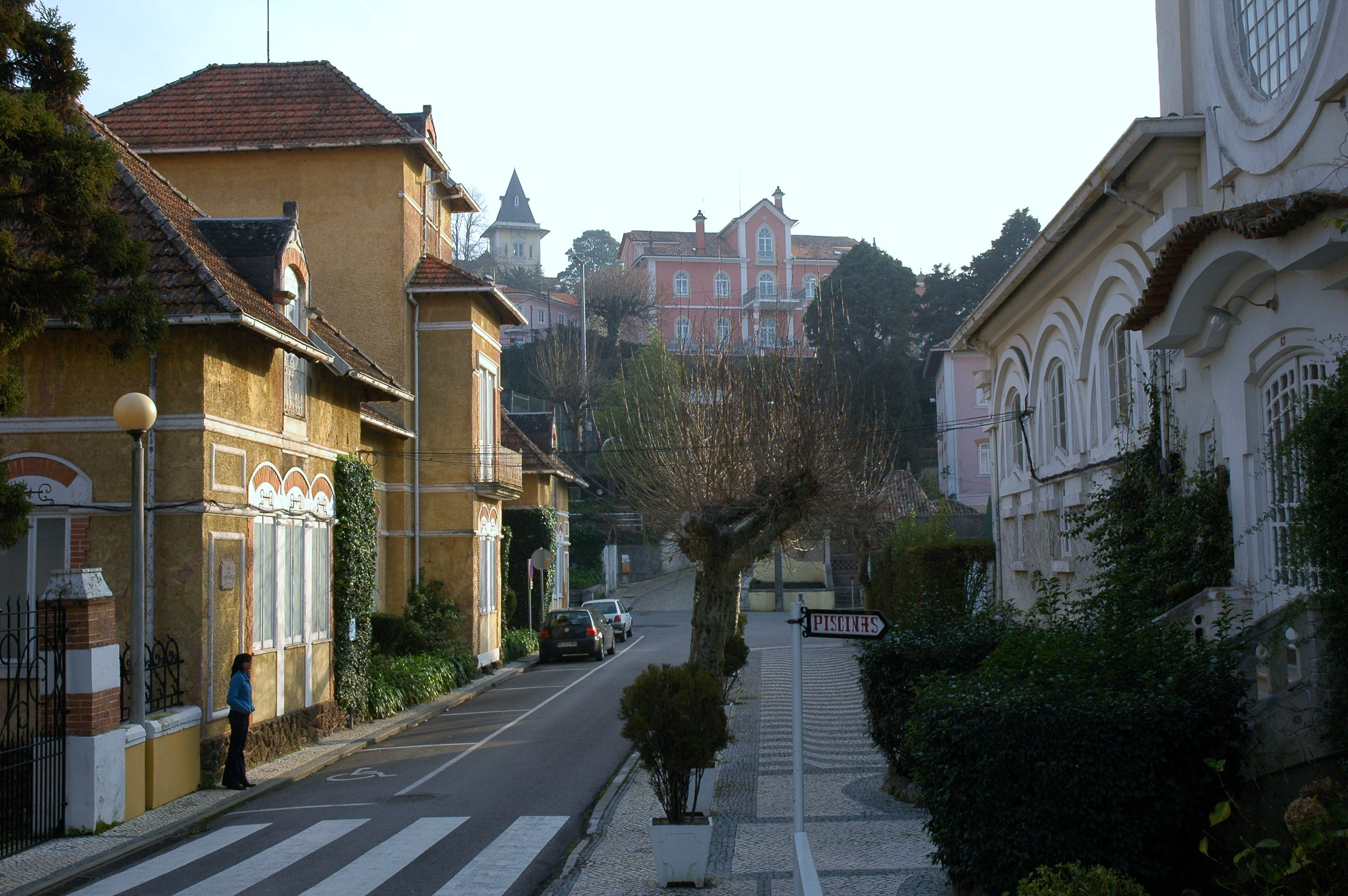
Ortseingang von Luso

Verschiedene ausgeschilderte Wanderwege durchziehen, an Seen und Quellen vorbei, die angrenzende Serra do Buçaco und ihren Naturschutzpark (Mata Nacional do Buçaco), der mit 400 heimischen und 300 von den portugiesischen Entdeckungsreisenden mitgebrachten exotischen Bäumen und Sträuchern eine ungewöhnliche Zusammensetzung bietet, und seit 1628 unter besonderem Schutz steht. Auch das 1628 erbaute Kloster Convento de Santa Cruz do Buçaco und das neo-manuelinische Palasthotel Palácio Hotel do Buçaco (1887) mit seinen angrenzenden Gärten sind sehenswert.
Die Gemeinde beherbergt eine Vielzahl von Freizeit- und Heilbäder, die staatliche Inatel unterhält hier ebenso Einrichtungen, wie die Kommune und private Unternehmen.
Weitere Sehenswürdigkeiten sind das nach Plänen von Cassiano Branco erbaute Grande Hotel de Luso, und verschiedene Kirchen und Kapellen. Das Militärmuseum Museu Militar befasst sich u. a. mit der Schlacht von Bussaco 1810.

## Verwaltung
Luso ist Sitz einer gleichnamigen Gemeinde (Freguesia) im Kreis (Concelho) von Mealhada im Distrikt Aveiro. Am 19. April 2021 hatte die Gemeinde 2276 Einwohner auf einer Fläche von 16,9 km².
In der Gemeinde Luso liegen folgende Ortschaften:
- Almas
- Barrô
- Buçaco
- Carpinteiros
- Carvalheiras
- Lameira de Stª Eufemia
- Lameira de S.Pedro
- Louredo
- Luso
- Monte Novo
- Salgueiral
- Várzeas

## Wirtschaft
Der Fremdenverkehr ist ein wichtiger wirtschaftlicher Faktor der Gemeinde, wobei auch der Kurbetrieb noch von Bedeutung ist. Landesweit und auch international vertrieben wird das hier abgefüllte Mineralwasser Água de Luso. Das Unternehmen wurde 2008 mit der SCC-Unternehmensgruppe der Sagres-Marke von Heineken gekauft.

## Verkehr

### Eisenbahn
Mit seinem Haltepunkt der Strecke Linha da Beira Alta ist Luso an das portugiesische Bahnnetz angebunden.

### Fernstraße
Über die 7 km entfernte Kreisstadt Mealhada und ihren Anschlusspunkt an die A1 ist Luso an das landesweite Autobahnnetz angeschlossen.